# Gibão
- Commons
- Wikispecies

Gibão, ou símeo inferior são os nomes vulgares dados aos primatas pertencentes à família Hylobatidae. Este grupo compõe a super-família Hominoidea juntamente com os hominídeos. O grupo habita em florestas tropicais e sub-tropicais da Índia, Indonésia e República Popular da China.
Têm entre 45 a 90 cm de altura e o comprimento dos braços pode atingir até 70 cm.[carece de fontes?] A sua estrutura óssea é muito semelhante à humana, além disso é o o único primata bípede além do humano.
Os gibões diferem dos Hominidae (chimpanzés , gorilas, orangotangos e humanos) por serem menores, exibirem baixo dimorfismo sexual e não fazerem ninhos.
Os gibões freqüentemente formam casais monogâmicos de longo prazo. Seu principal modo de locomoção, braquiação, envolve balançar de galho em galho por distâncias de até 15 m, a velocidades de até 55 km/h. Eles também podem dar saltos de até 8 m e andar bipedalmente com os braços levantados para se equilibrar. Eles são os mais rápidos de todos os mamíferos não voadores que vivem em árvores.

## Taxonomia
- Família Hylobatidae (gibões)[1][7][8]
  - Género Hylobates (gibões-anões)
    - Hylobates lar
      - Hylobates lar lar
      - Hylobates lar carpenteri
      - Hylobates lar entelloides
      - Hylobates lar vestitus
      - Hylobates lar yunnanensis

    - Hylobates albibarbis
    - Hylobates agilis
    - Hylobates muelleri
      - Hylobates muelleri abbotti
      - Hylobates muelleri funereus
      - Hylobates muelleri muelleri

    - Hylobates moloch
      - Hylobates moloch moloch
      - Hylobates moloch pongoalsoni

    - Hylobates pileatus
    - Hylobates klossii

  - Género Hoolock (gibões-hoolock)
    - Hoolock hoolock
    - Hoolock leuconedys

  - Género Symphalangus (siamangues)
    - Symphalangus syndactylus

  - Género Nomascus (gibões-de-topete)
    - Nomascus annamensis
    - Nomascus concolor
      - Nomascus concolor concolor
      - Nomascus concolor lu
      - Nomascus concolor jingdongensis
      - Nomascus concolor furvogaster

    - Nomascus nasutus
    - Nomascus hainanus
    - Nomascus leucogenys
    - Nomascus siki
    - Nomascus gabriellae

## Comportamento
Os gibões são animais territoriais. Um par mantém e defende o seu território por meio de vocalizações. O seu sistema complexo de chamamentos é também uma importante forma de manter o grupo unido ajudando a localizar os diferentes membros da família ou sinalizar um perigo iminente. É comum "uivarem" ao nascer e pôr-do-sol. Estes animais ocupam as zonas mais altas de floresta e raramente, ou nunca, descem ao chão. Formam pequenos grupos (5-6 indivíduos) normalmente constituídos por um casal e as suas crias.[carece de fontes?]
Como todos os primatas, os gibões são animais sociais. Eles são fortemente territoriais e defendem seus limites com exibições visuais e vocais vigorosas. O elemento vocal, que muitas vezes pode ser ouvido a distâncias de até 1 km, consiste em um dueto entre um casal, às vezes com seus filhotes se juntando. Na maioria das espécies, machos e algumas fêmeas cantam solos para atrair parceiros, bem como anunciar seus territórios. A música pode ser usada para identificar não apenas qual espécie de gibão está cantando, mas também a área de onde vem.
Os gibões costumam ser monogâmicos, no entanto o uso desta palavra pelos biólogos não implica exatamente em fidelidade sexual. Além de já terem sido observadas cópulas extra-conjugais em algum destes animais, os casais de gibões ocasionalmente "se divorciam".
Os gibões estão entre os melhores braquiadores da natureza . Suas articulações de pulso esféricas permitem velocidade e precisão inigualáveis ao balançar em árvores. No entanto, seu meio de transporte pode levar a riscos quando um galho quebra ou uma mão escorrega, e os pesquisadores estimam que a maioria dos gibões sofre fraturas ósseas uma ou mais vezes durante suas vidas. Eles são os mais rápidos de todos os mamíferos não voadores que vivem em árvores. No chão, os gibões tendem a andar bipedalmente, e sua morfologia do tendão de Aquiles é mais semelhante à dos humanos do que a de qualquer outro macaco.